# Мемориал Памяти и Скорби (Бендеры)
Мемориал Памяти и Скорби воздвигнут в память о защитниках приднестровского города Бендеры, погибших в ходе Приднестровского конфликта в 1992 году.

## История сооружения

### Основание
Первая часть мемориала была открыта в день первой годовщины Бендерской трагедии — 19 июня 1993 года. На постаменте была установлена отреставрированная боевая машина пехоты, экипаж (А. Я. Бунин, Л. Г. Земляной, Ю. П. Гладков, А. В. Дузь, Г. М. Кардаш, В. Ф. Кукович) которой погиб 22 июня 1992 года во время боя у здания полиции. Перед БМП была установлена металлическая (затем заменена на гранитную) плита с надписью: «Истинная слава не может быть сыскана. Она проистекает из самопожертвования на пользу общего блага. А. В. Суворов» и зажжён вечный огонь. В этот же день прошёл мемориальный митинг, посвящённый годовщине трагедии, в котором участвовали представители всех городов ПМР. Митингу предшествовала живая цепочка от Тирасполя до Бендер. На митинге было принято «Послание в XXI век».

### Часовня
В день пятой годовщины основания Приднестровской Молдавской Республики была открыта вторая часть мемориала — памятник, исполненный в виде стилизованной открытой часовни, состоящей из восьми пилонов, соединённых арками. На вершине часовни установлена главка из нержавеющей стали, увенчанная крестом. Под сводом часовни установлен колокол, по нижнему краю которого стилизованной славянской вязью написано: «От президента Приднестровской Молдавской Республики в память о жертвах агрессии Молдовы». Колокол был отлит в Москве на заводе имени Лихачёва из классической колокольной бронзы. Его вес — более 430 кг. На внутренней стороне одной из арок часовни закреплён мемориальный знак со словами: «Во блаженном успении вечный покой подаждь, Господи, усопшим рабам воинам на поле брани убиенным и сотвори им вечную память».

### Памятный знак
В день шестой годовщины образования Приднестровья была открыта третья и последняя часть Мемориала Памяти и Скорби — памятный знак, состоящий из плит с именами тех, кто погиб, защищая Бендеры летом 1992 года. По краям памятника помещены надписи: «Вы пали в Бендерах, но вы не забыты! Вас помнят не только гранитные плиты.» и «Благодари судьбу, что ты живой, и низко поклонись за это павшим.»

## Галерея
|                                |  |                      |  |                        |
| Стилизованная открытая часовня |  | Боевая машина пехоты |  | Памятный знак погибшим |

|                        |  |                 |  |                                       |
| Вечный огонь перед БМП |  | Гранитная плита |  | Мемориальная плита у входа в меморила |